# Gabriel Lacroix
Pour les articles homonymes, voir Lacroix.
Pas d'image ? Cliquez ici

a Compétitions nationales et continentales officielles uniquement.

b Matchs officiels uniquement.
Dernière mise à jour le 25 février 2021.
Gabriel Lacroix, né le 19 octobre 1993 à Toulouse (France), est un joueur international français de rugby à XV, évoluant au poste d'ailier.

## Biographie

### Débuts au Stade toulousain, Auch puis Albi
Né à Toulouse, Gabriel Lacroix commence par jouer au football lors de son enfance, avant de passer rapidement au rugby au sein du club de Lombez Samatan. Il passe ensuite une saison en cadet au Stade toulousain, avant de rejoindre le FC Auch. En 2011, il est repéré par Henry Broncan qui le fait signer au SC Albi.
Lors de la saison 2011-2012, à 18 ans, il connaît ses trois premiers matchs avec l'équipe professionnelle d'Albi en Pro D2, dont deux en tant que titulaire. La saison suivante, son temps de jeu progresse, puisqu'il dispute sept rencontres (dont cinq comme titulaire), et marque son premier essai professionnel contre Aurillac.
En 2013, il est sélectionné avec l'équipe de France des moins de 20 ans pour disputer le Tournoi des Six Nations des moins de 20 ans, puis le mondial junior. Dans chacune de ces compétitions, il dispute quatre matchs et marque un essai.
Lors de la saison 2013-2014, il dispute 23 matchs, et inscrit six essais. La saison suivante, il dispute 24 matchs et inscrit huit essais durant la saison régulière, dont un doublé face à Biarritz. En demi-finale contre le Stade montois, malgré la défaite, il marque le seul essai albigeois. Ce sera son dernier match avec le SCA, puisque début juin 2015, le Stade rochelais annonce son recrutement, pour trois ans.

### Confirmation avec le Stade rochelais et retraite prématurée
Gabriel Lacroix arrive donc au Stade rochelais en 2015, et inscrit son premier essai sous ses nouvelles couleurs dès son deuxième match de Top 14, face au Racing 92. Durant sa première saison à La Rochelle, il est titulaire 19 fois en 19 matches disputés en championnat. L'année suivante, en décembre 2016, il prolonge jusqu'en 2020 avec La Rochelle. Lors de sa deuxième saison, Lacroix est le meilleur marqueur d'essais du Top 14 après 14 journées avec neuf réalisations, sous la direction de ses entraîneurs Patrice Collazo et Xavier Garbajosa .
En juin 2017, il est sélectionné pour jouer avec les Barbarians français qui affrontent l'équipe d'Afrique du Sud "A" les 16 et 23 juin en Afrique du Sud. Titulaire lors du premier match, les Baa-baas s'inclinent 36 à 28 à Durban. Blessé lors du premier match, il ne peut pas participer au second (défaite 48 à 28 à Soweto).
Il est sélectionné en équipe de France pour jouer le 14 novembre 2017 contre les All Blacks au Groupama Stadium. Ce match qui se déroule sans les principaux joueurs de l'équipe de France ne compte pas comme une sélection officielle. Il inscrit un doublé lors de ce match. Il obtient sa première sélection officielle deux semaines plus tard face au Japon, et marque un nouvel essai permettant à la France d'obtenir le match nul.
En janvier 2018, il se blesse gravement à la jambe lors d'un match de Coupe d'Europe face à l'Ulster, ce qui l'éloigne des terrains pour une durée alors indéterminée. Malgré l'importance de sa blessure, il essaie pendant plusieurs années de reprendre la pratique du rugby. Finalement, le 25 février 2021, après trois ans de blessures et rééducations successives au genou, il annonce sa retraite sportive à l'âge de 27 ans.

## Style
Gabriel Lacroix mesure 1,71 m et 80 kg, ce qui est atypique pour un rugbyman moderne. Il compense ainsi ce manque par une bonne accélération et la vitesse. De plus, il est également un bon défenseur, ce qui a été remarqué lors d'un sauvetage sur Ropate Ratu (Aurillac) dans son en-but lors de la 27e journée de Pro D2 2014-2015.
Il se fait aussi remarquer aussi par sa ressemblance avec le chanteur Julien Doré.

## Palmarès

### En équipe nationale
Il obtient son unique sélection le 25 novembre 2017 contre l'équipe du Japon à la U Arena de Nanterre.
| Essai | Adversaire | Lieu             | Stade   | Compétition | Date             | Résultat |
| ----- | ---------- | ---------------- | ------- | ----------- | ---------------- | -------- |
| 1     | Japon      | Nanterre, France | U Arena | Test match  | 25 novembre 2017 | Nul      |